# Jodis rhabdota
Jodis rhabdota är en fjärilsart som beskrevs av Louis Beethoven Prout 1917. Jodis rhabdota ingår i släktet Jodis och familjen mätare. Inga underarter finns listade i Catalogue of Life.